# Filosofem
Filosofem (do norueguês: filosofema) é o quarto álbum da banda norueguesa de black metal: Burzum. Ele foi gravado em março de 1993 e foram as últimas gravações de Varg Vikernes antes de sua prisão. Entretanto, o álbum não seria lançado até janeiro de 1996.
Esse álbum teve bom sucesso por ser um bom álbum de black metal naquela época.
A música de abertura foi a primeira música que Vikernes escreveu no Burzum. Foi previamente gravada em setembro de 1992 para entrar no álbum Hvis Lyset Tar Oss, porém Vikernes não ficou satisfeito com o resultado, regravando-a para esse álbum seis meses depois.
O álbum foi gravado em más condições. Não foi usado um amplificador de guitarra, Varg plugou sua guitarra no som estéreo de seu irmão com um plug de 1/4" e usou um velho pedal fuzz. Ele pediu ao técnico de som pelo pior microfone que ele tinha para gravar e, sendo assim, acabou usando um microfone em um fone de ouvido (Headset).
A capa do álbum e o seu encarte contém um grande trabalho artístico feito por Theodor Kittelsen, conceituado artista norueguês. A arte do próximo álbum de Kanye West e Ty Dolla Sign, Vultures, foi inspirada em Filosofem.

## Faixas
Todas as canções escritas e compostas por Varg Vikernes.
| N.º | Título                                                | Versão Alemã                                             | Duração |  |
| 1.  | "Burzum"                                              | "Dunkelheit"                                             | 7:05    |  |
| 2.  | "Jesu død"                                            | "Jesus' Tod"                                             | 8:39    |  |
| 3.  | "Beholding the Daughters of the Firmament"            | "Erblicket die Töchter des Firmaments"                   | 7:53    |  |
| 4.  | "Decrepitude I"                                       | "Gebrechlichkeit I"                                      | 7:53    |  |
| 5.  | "Rundtgåing av den transcendentale egenhetens støtte" | "Rundgang um die transzendentale Säule der Singularität" | 25:11   |  |
| 6.  | "Decrepitude II"                                      | "Gebrechlichkeit II"                                     | 7:53    |  |

## Créditos
- Varg Vikernes – vocal, guitarra, baixo, bateria, sintetizador